# Acer amboyense
Acer amboyense é uma espécie de árvore do gênero Acer, pertencente à família Aceraceae.